# Minuartia kamariana
Minuartia kamariana är en nejlikväxtart som beskrevs av Werner Rodolfo Greuter. Minuartia kamariana ingår i släktet nörlar, och familjen nejlikväxter. Inga underarter finns listade i Catalogue of Life.